# Bernhard Schlösser
Bernhard Schlösser (geb. 4. März 1802 in Darmstadt; gest. 8. September 1859 in Frankfurt am Main) war ein deutscher Porträtmaler und Lithograph des 19. Jahrhunderts.

## Leben

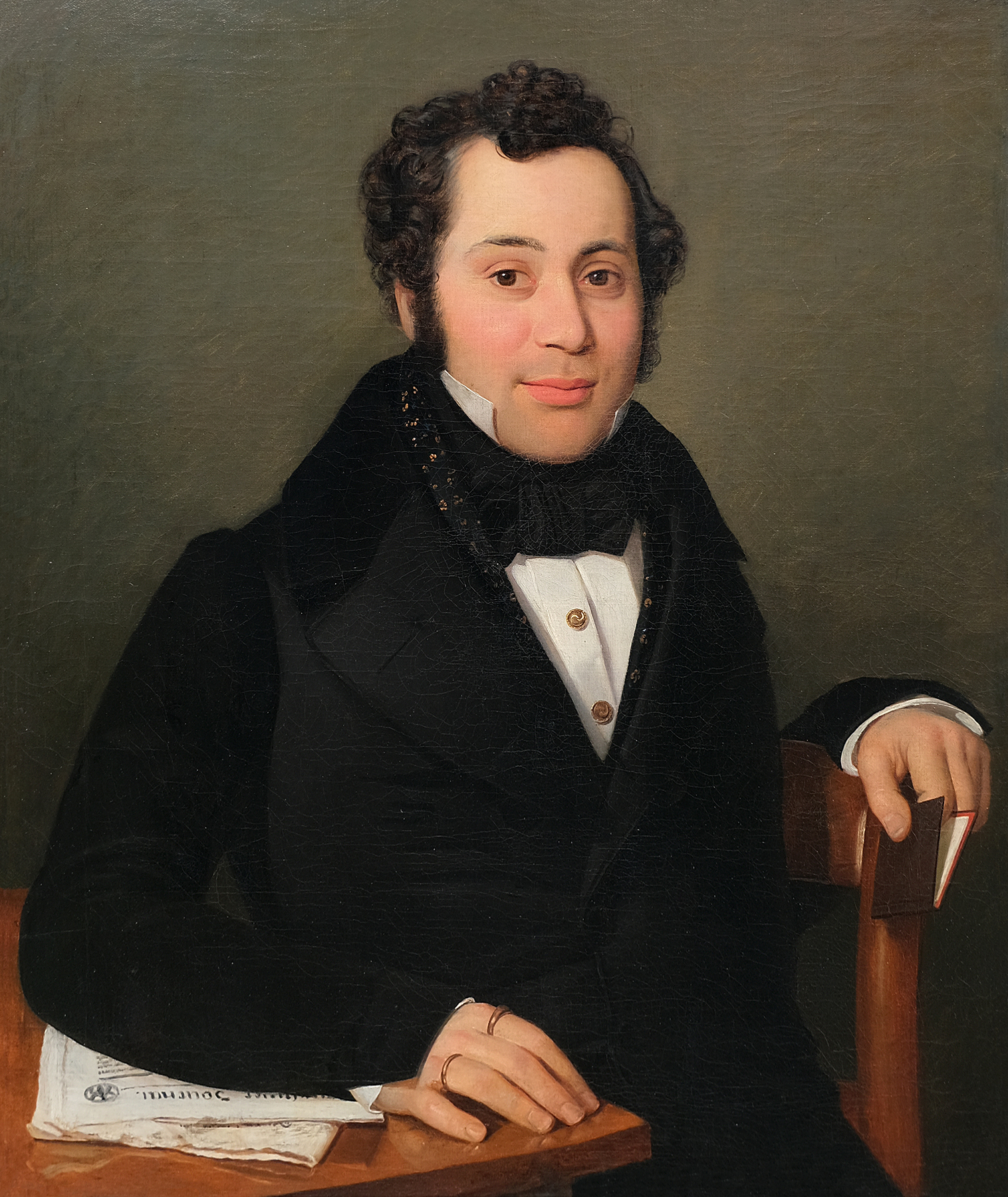
Porträt eines Schriftstellers, um 1830

Bernhard Schlösser stammte aus einer jüdischen Familie. Sein Vater Falk Schlösser (gest. 1846) war ein Gastwirt in Darmstadt. Zwei Brüder der Mutter waren Kunstmaler und Musiker. Bernhard Schlössers Brüder waren der Musiker, Konzertmeister und Komponist Louis Schlösser (geb. 17. November 1800 Darmstadt; gest. 17. November 1886 ebenda) und Theodor Schlösser, Akademieprofessor in Colmar.
Bernhard Schlösser studierte unter Franz Hubert Müller (1784–1835) in Darmstadt. Von 1827 bis 1829 setzte er die Ausbildung mit einem Stipendium in Paris fort. Ab 1831 war er als Nachfolger seines Onkels Karl Böhmer als Dozent (Zeichenlehrer) am Frankfurter  Philanthropin tätig. Schlösser schuf zahlreiche Bildnisse bedeutender Persönlichkeiten seiner Zeit, darunter Arthur Schopenhauer oder Cécile Mendelssohn Bartholdy mit ihrer Familie.
Ein Sohn war der Maler Carl Bernhard Schlösser (geb. 21. Juni 1832 in Darmstadt; gest. 1914 in London), ein Radierer, Genre- und Bildnismaler, der am Städelschen Kunstinstitut in Frankfurt am Main bei Jakob Becker studierte und sich von 1857 bis 1870 in Paris aufhielt.
Dokumente von Bernhard Schlösser werden im Hessischen Staatsarchiv in Darmstadt aufbewahrt.

## Werke in öffentlichen Sammlungen (Auswahl)
- Landesmuseum für Kunst und Kulturgeschichte, Schleswig (Portrait einer Dame aus der Lübecker Familie Souchay, um 1840 – Inventar-Nr. 1959/22)[3]
- Historisches Museum Frankfurt (Gemälde "Elisabeth Wilhelmine Jeanrenaud und ihre Kinder")[4]